# Holger Romander
Holger Axel Gustaf Romander, född 6 mars 1921 i Boden, död 25 januari 2020 på Lidingö, var en svensk jurist och polischef. Romander tjänstgjorde inledningsvis vid domstolar och departement och var sedan riksåklagare 1966–1978 och Sveriges rikspolischef under åren 1978–1987. Romander var riksåklagare i Södertäljemålet.

## Biografi
Romander var son till överstelöjtnant Nils Romander och Ester Steinbeck. Han blev fil. kand. vid Stockholms högskola 1943 och tog sedan även juristexamen 1946. Romander började därefter arbeta som tingsnotarie. Därefter blev han fiskal i Göta hovrätt 1949, assessor 1958, hovrättsråd 1961 samt byråchef för fångvårdsstyrelsen och ställföreträdande för generaldirektören 1960–1964. Han var lagbyråchef vid justitiedepartementet 1964 och rättschef där 1965. Romander var därefter riksåklagare 1966–1978 och rikspolischef 1978–1987 samt ordförande i brottsskadenämnden från 1988. Under 1983–1984 blev Romander personligen inblandad i utredningen av Sveriges genom tidernas största utpressningsfall, Operation Cobra.
Han var notarie och sekreterare i riksdagens första lagutskott 1952–1955 samt hade lagstiftningsuppdrag vid justitiedepartementet och socialdepartementet 1956 och 1958–1960. Romander gifte sig 1955 med fil. mag. Birgitta Sandelin (1929–2019), dotter till överstelöjtnanten Melcher Sandelin och tandläkare Edith Johnsson. Han är far till Viveka (född 1958). Makarna Romander är begravda på Lidingö kyrkogård.